# Keménykalap és krumpliorr (televíziós sorozat)
A Keménykalap és krumpliorr a Magyar Televízió 1973-ban készült, 1974-ben bemutatott ifjúsági filmsorozata Csukás István azonos című műve alapján. A mű és a film között több eltérés is van. A sorozatból készítettek egy 100 perces összevágott mozifilmet is, amit 1978. augusztus 31-én mutattak be.

## Alkotók
- Írta: Csukás István
- Forgatókönyv konzultáns: Kardos G. György
- Dramaturg: Békés József
- Rendező: Bácskai Lauró István, Szoboszlay Péter (főcím-animáció)
- Zenei szerkesztő: Aldobolyi Nagy György, Herczeg László
- Operatőr: Ráday Mihály
- Hangmérnök: Zentay János
- Hangasszisztens: Zsebényi Béla
- Vágó: G. Szabó Lőrinc, Karátsony Gabriella
- Díszlettervező: Zeichán Béla
- Jelmeztervező: Fekete Mária
- Az állatokat idomította: Szigethy Kálmán
- Gyártásvezető: Dimény Tibor
- A rendező munkatársa: Luttor Mara

## Szereplők
- Kovács Krisztián (Kisrece)
- Berkes Gábor (Süle)
- Alfonzó (Bagaméri, az elátkozott fagylaltos)
- Szilágyi István (Lópici Gáspár, plakátragasztó, az „utca hírmondója”)
- Gruber István (Marci)
- Hamar Pál (Karcsi)
- Szűcs Gábor (Rátz Jóska)
- Egy kutya (Bumeráng)
- Kiss Gabi (Péterke) (a neve ellenére kislány, filmbéli valódi neve Petra)
- Jelisztratov Szergej (Nagyrece)
- Bánhidi László (parkőr)
- Páger Antal (Leopoldi, egykori bohóc)
- Konrád Antal (sofőr)
- Haumann Péter (az állatkert igazgatója)
- Pápai Erzsi (az igazgató titkárnője)
- Timár Béla (a majomtolvaj)
- Gyenge Árpád (Rátz Dezső)
- Pethes Sándor (Pindur Géza, szűcsmester)
- Kránitz Lajos (Horpács)
- Rajz János (fater)
- Harkányi Endre (eladó a kisállatkereskedésben)
- Ráday Imre (gyerekorvos a kórházban)
- Suka Sándor (Hudák bácsi)
- Horváth Pál (Pali, állatkerti ápoló)
- Ferencz László (zöldséges)
- Báró Anna (özvegy Szekrényesi Alfrédné, a kerület pacsirtája, vöröskeresztes)
- Lengyel Erzsi (Huszárné, dolgozó az állatkertben)
- Pádua Ildikó (kórházi ápolónő a fertőző osztályon)
- Pásztor Erzsi (tanárnéni a tanulmányi kirándulásnál a hegyen)
- Bakó Márta (matematikatanár)
- Szatmári István (irodalomtanár)
- Kőmíves Sándor (Jenőke nagypapája)
- Velenczei István (Süle apuka)
- Siménfalvy Sándor (postás a postahivatalban)
- Orsolya Erzsi (idős nő a tűzesetnél)
- Kéry Gyula (pincér a Halászkertben)
- Fodor Zsóka (fiatal nő a Halászkertben)
- Zách János (gyerekorvos Péterkénél)

További szereplők: Borsóhalmi József, Gombos Katalin, Henkel Gyula, Horváth Magda, Nyers László, Schubert Éva, Tarsoly Elemér, Tatár Piroska, Varga D. József, Varga Zoltán, Váradi Balogh László, Zoltai Miklós.
- Közreműködött a Pinceszínház együttese

## Epizódok
| Sor. | Év. | Cím                    | Rendező              | Író           | Premier         |
| --- | --- | ---------------------- | -------------------- | ------------- | --------------- |
| 1. | 1.  | Valódi oroszlánbőgés   | Bácskai Lauró István | Csukás István | 1974. május 18. |
| A Vadliba őrs tagjai elhatározzák, hogy cirkuszt szerveznek beteg osztálytársnőjük, Péterke (ez a neve de valójában lány) szórakoztatására. Szereznek egy oroszlánplakátot és ehhez valódi oroszlánbőgést vesznek fel az Állatkertben. Ez idő alatt több majomnak is nyoma vész. |     |                        |                      |               |                 |
| 2. | 2.  | Kell egy véreb!        | Bácskai Lauró István | Csukás István | 1974. május 19. |
| A Vadliba őrs tagjai, miután tisztázzák magukat, nyomozó őrssé alakulnak. A nagy jutalom, melyet az elvesztett állatokért tűznek ki, Bagaméri, az elátkozott fagylaltos fantáziáját is megmozgatja. Ő szintén nyomozni kezd, s ettől kezdve ez a konkurencia jelenti a legnagyobb gondot a Vadlibák számára. |     |                        |                      |               |                 |
| 3. | 3.  | A tettes lépre megy    | Bácskai Lauró István | Csukás István | 1974. május 25. |
| A cirkusz majmait valaki ellopta és a gyerekek elhatározzák, elfogják a tettest. Minden trükköt kieszelnek: úgy tesznek, mintha játszanának, de valójában nyomoznak. Bagaméri, a fagylaltos is nyomoz, de a gyerekek őt távol akarják tartani, ezért levelet írnak neki, amivel elcsalják saját nyomozásuk színteréről. Végül egy lakókocsiban találnak rá a tettesre, akinek nagy összeget ajánlanak fel írásban a majmokért cserébe és találkozót kérnek tőle. A fiatalember bezárja a gyerekeket a lakókocsiba, amit egy gyanútlan barátjával elvontat, ám az egyik fiú meglesi a dolgot és segítséget hív. |     |                        |                      |               |                 |
| 4. | 4.  | Éljen Bagaméri Elemér! | Bácskai Lauró István | Csukás István | 1974. május 26. |
| A gyerekek cirkuszi előadást szerveznek, ám az előadás előtt több szereplő lemondja a részvételt. Bagaméri Elemér menti meg az előadást, mert ő vállalja a lovas, a súlyemelő erőművész, a bűvész és a fakír szerepét is. Hálából a gyerekek minden fagyiját eladják. |     |                        |                      |               |                 |

## Forgatási helyszínek (akkor és most)
Budapest, III. kerület, Óbudai utca (Szent Péter és Pál-templom mögött)

Budapest, III. kerület, Tanuló utca (az Óbudai utca felől)

Budapest, III. kerület, Nagyszombat utca 12.

Budapest, III. kerület, Nagyszombat utca 14.

Budapest, III. kerület, Végvár utca ("Városi házak")
Budapest, III. kerület, Kecske hegy (Folyóka utcai lakótelep)

## Érdekességek

### Eltérések a könyvtől
Több eltérés van a könyv és a film között. Például:
- A könyvben görög teknősöket, míg a filmben majmokat (és egy óriáskígyót) lopnak el.
- A Kis Rece által átvett kutya neve a könyvben Lili, a filmben Bumeráng.
- A könyvben "Péterke" valóban Péter, és fiú.
- Bagaméri keresztneve a könyvben nem ismert.
- A könyvben Jóska maga távozik  a fertőző osztályról, a filmben Bagaméri csempészi ki.
- A filmben nem Bagaméri lopja el a gyerekek hirdetéses ötletét, hanem épp ellenkezőleg.
- Lópici Gáspár a könyvben csak egyszer - az első, interjús jelenetben - szerepel.
- A filmben részletesebben mutatják be a díszelőadást, amelyben a könyv szerint csak a Vadliba örs tagjai szerepelnek egyéni számokkal.

### Egyebek
- Alfonzó végigimprovizálta a cirkuszos jeleneteket, órákon keresztül a saját magánszámait adva elő, végül ebből vágták össze a filmben látható részeket.
- Bagaméri szerepére eredetileg Major Tamást akarták felkérni, de ő visszautasította az ajánlatot, mert nem akart gyerekfilmben szerepelni.[1]